# Bent Faurschou Hviid
Bent Faurschou Hviid (7. januar 1921 i Asserbo - 18. oktober 1944 i Skovshoved) var en dansk modstandsmand under besættelsen, kendt for sine stikkerlikvideringer.

## Biografi
Han blev født i Asserbo som søn af hotelejer Wilhelm Faurschou Hviid (1884-1945) og hustru Marie-Louise Diderikke Faurschou, født Larsen, (1895-1945). Døbt 27. marts 1921 i Melby kirke.

### Modstandsbevægelsen
Som følge af sit flammende røde hår gik Bent Faurschou Hviid under dæknavnet Flamme eller Flammen.
Flamme var en af modstandskampens berømte personer og var sammen med "Citronen" og "Gemüse" med i Holger Danske gruppe I. (Senere opstod Holger Danske-grupperne II, III, IV og V.)

### Sidste dage
Den 18. oktober 1944 blev han overrasket af tyskerne i prokurist Erik Elliot Nyegaards villa i Skovshoved, hvor han opholdt sig med familien Bomhoff. Da han var ubevæbnet og uden mulighed for flugt, begik han selvmord ved at tage cyankalium. Han opholdt sig på 1. etage, da han tog pillen. Da tyskerne trængte derop, var han allerede død.

## Efter hans død
Den 2. juli 1945 blev hans jordiske rester opgravet i Ryvangen og ført til Retsmedicinsk Institut. Den 29. august 1945 blev han genbegravet i Mindelunden i Ryvangen. Der blev i Asserbo, hvor han blev født, rejst en mindesten for ham 22. Juli 1945.
Indskriften lyder:
| Citat | TIL MINDE OM FRIHEDSKÆMPEREN FLAMMEN BENDT FAURSCHOU-HVIID F. 7-1 1921 D. 18-10 1944 DE BEDSTE MAA DØ | Citat |
|       | |       |

Flammes navn på mindestenen er af ukendte årsager stavet forkert (Flammen, og  'd' i fornavnet og med bindestreg mellem hans mellemnavn og efternavn).
Posthumt blev Bent Faurschou Hviid sammen med sin makker Jørgen Haagen Schmith i 1951 tildelt den amerikanske medalje og udmærkelse Medal of Freedom af Præsident Harry S. Truman. Den blev givet til civile allierede af de amerikanske styrker for fortjenstfulde handlinger imod fjenden (Udmærkelsen blev indstiftet af Harry S. Truman i 1945, og blev senere ændret til Presidential Medal of Freedom i 1963 af præsident John F. Kennedy).

## Populær kultur
- I den danske drama/action-film fra 2008 Flammen & Citronen bliver Flammen portrætteret af Thure Lindhardt.[3]